# Sverre Holm
Sverre Holm (24. juli 1931 i Drammen – 17. marts 2005) var en norsk skuespiller og sanger, kendt fra film og fjernsyn.
Holm debuterede på Rogaland Teater i 1953 som Julius i Ungen af Oskar Braaten. Senere blev han en kendt filmskuespiller, før han sent i karrieren fik succes i rollen som O. Tidemann i børne tv-serien Sesam Stasjon, samtidig som han spillede rollen som Benny Fransen i den norske udgave af Olsenbanden.

## Filmografi
- 1999 – Olsenbandens siste stikk – Benny Fransen
- 1984 – men Olsenbanden var ikke død! – Benny Fransen
- 1982 – Olsenbandens aller siste kupp – Benny Fransen
- 1981 – Olsenbanden gir seg aldri – Benny Fransen
- 1979 – Olsenbanden og Dynamitt-Harry mot nye høyder- Benny Fransen
- 1978 – Olsenbanden + Data-Harry sprenger verdensbanken – Benny Fransen
- 1977 – Olsenbanden og Dynamitt-Harry på sporet – Benny Fransen
- 1976 – Olsenbanden for full musikk – Benny Fransen
- 1975 – Olsenbandens siste bedrifter – Benny Fransen
- 1974 – Olsenbanden møter Kongen & Knekten – Benny Fransen
- 1973 – Olsenbanden og Dynamitt-Harry går amok – Benny Fransen
- 1972 – Olsenbanden tar gull – Benny Fransen
- 1970 – Olsenbanden og Dynamitt-Harry – Benny Fransen
- 1969 – Olsenbanden - Operasjon Egon – Benny Fransen